# Сэвидж, Аугуста
Аугуста Сэвидж (англ. Augusta Savage, урожд. Augusta Christine Fells; 29 февраля 1892 — 27 марта 1962) — афроамериканская женщина-скульптор, участвовавшая в культурном движении Гарлемский ренессанс. Призывала к равноправию афроамериканцев в искусстве.

## Юность и ранние работы
Аугуста Кристин Феллс родилась в Грин Коув Спрингс (недалеко от Джексонвилла), штат Флорида, 29 февраля 1892 года, в семье Эдварда Феллса, методистского священника, и Корнелии Мерфи. Аугуста начала лепить фигурки ещё ребенком, в основном маленьких животных из красной глины. Её отец выступал против раннего интереса своей дочери к искусству. «Мой отец поколачивал меня четыре или пять раз в неделю, — вспоминала Аугуста, — и чуть не выбил из меня всё искусство». Он считал занятие скульптурой греховным из-за собственной интерпретации библейской заповеди «не сотвори себе кумира». Она упорно продолжала заниматься. Директор её новой средней школы в Уэст-Палм-Бич, куда её семья переехала в 1915 году, поощрял её талант и позволил ей преподавать в классе лепки из глины. Стремление учить вместе со стремлением творить искусство осталось у неё на всю жизнь.
В 1907 году Аугуста Феллс вышла замуж за Джона Т. Мура. Её единственный ребенок, Айрин Конни Мур, родилась в следующем году. Вскоре после этого Джон умер. В 1915 году она вышла замуж за Джеймса Сэвиджа, она сохранила его фамилию на протяжении всей своей жизни. После их развода в начале 1920-х годов Аугуста вернулась в Уэст-Палм-Бич.
Скульпторша продолжала работать с глиной, и в 1919 году ей был предоставлен стенд на ярмарке округа Палм-Бич, где она была награждена призом в размере 25 долларов и лентой за самый оригинальный экспонат. После этого она работала в Джексонвилле, штат Флорида, затем в 1921 году переехала в Нью-Йорк. Она приехала с рекомендательным письмом от официального представителя ярмарки округа Палм-Бич Джорджа Грэма Карри для скульптора Солона Борглама и $4,60. Когда Борглам выяснил, что она не может позволить себе обучение в Школе американской скульптуры, то рекомендовал ей обратиться в стипендиальную школу Cooper Union в Нью-Йорке, куда она поступила в октябре 1921 года. Её зачислили прежде 142 мужчин, бывших в списке ожидания. Её талант и способности настолько впечатлили Консультативный совет, что она получила дополнительные средства на проживание и питание. С 1921 по 1923 года она училась у скульптора Джорджа Брюстера и закончила четырёхлетний курс обучения за три года.
В 1923 году Аугуста подала заявку на летнюю художественную программу, спонсируемую французским правительством, но, хотя она была более чем квалифицирована, международный судейский комитет отказал ей исключительно по причине цвета кожи. Возмущённая, она опротестовала позицию комитета, начав свою первую из многих публичных битв за равные права в своей жизни. К французскому правительству обращались с просьбами, но они не возымели никакого действия — Сэвидж не смогла учиться в Школе изящных искусств Фонтенбло. Инцидент получил освещение в прессе по обе стороны Атлантики, и в конце концов скульптор Гермон Аткинс Макнил, который одно время делил студию с Генри Оссавой Таннером, пригласил её учиться у него. Позже она назвала его одним из своих учителей.
После окончания учёбы в Купер-Юнион Аугуста работала в манхэттенской паровой прачечной, чтобы прокормить себя и свою семью. Её отца парализовало после инсульта, а дом семьи был разрушен ураганом. Её семья переехала из Флориды в её маленькую квартиру на 137-й Западной улице. В это время она получила свой первый заказ на бюст У. Э. Б. Дюбуа для Гарлемской библиотеки. Выдающаяся скульптура принесла ей новые заказы, в том числе на бюст Маркуса Гарви. Бюст Уильяма Пикенса, ключевого деятеля NAACP, заслужил похвалу за то, что он изображал афроамериканца без принятых в то время стереотипов, как и другие её работы.
В 1923 году Аугуста вышла замуж за Роберта Линкольна Постона, протеже Маркуса Гарви. В следующем году Постон умер от пневмонии на борту корабля, возвращаясь из Либерии в составе делегации Всемирной ассоциации улучшения положения негров и лиги африканских общин. В 1925 году Аугуста получила стипендию в Королевской Академии Изящных Искусств в Риме. Однако эта стипендия покрывала только обучение, а так как она не могла собрать деньги на проезд и проживание, то была вынуждена отказаться от обучения там.
В 1920-е годы эксцентричный писатель Джо Гулд увлёкся Аугустой: он писал ей «бесконечные письма», постоянно звонил и хотел жениться на ней. В конце концов, это переросло в преследование.
Сэвидж выиграла премию Отто Кана на выставке 1928 года в Фонде Хармона с «Головой негра». При этом она была прямым критиком фетишизма «негритянской примитивной» эстетики, которую в то время предпочитали белые клиенты. Она публично раскритиковала директора Фонда Хармона Мэри Битти Брэди за её низкие стандарты чёрного искусства и отсутствие понимания искусства в целом.
В 1929 году, в возрасте 37 лет, с помощью ресурсов Городской Лиги, Фонда Розенвальда, гранта Фонда Карнеги и пожертвований друзей и бывших учителей Аугуста смогла поехать во Францию. Она жила на Монпарнасе и работала в мастерской М. [Феликса] Беннето [Десгруа]. Позже она написала, что «…учителя не находятся в согласии, поскольку все они имеют свои собственные определённые идеи и обычно желают, чтобы их ученики следовали именно их методу…». С 1930 года она работала в основном самостоятельно.
Знания о таланте Сэвидж и её борьбе за равноправие получили широкое распространение в афроамериканском сообществе: вечеринки по сбору средств проводились в Гарлеме и Гринвич-Виллидж, а афроамериканские женские группы и учителя из Флоридского сельскохозяйственного университета присылали ей деньги на учебу за границу. В 1929 году, при содействии Фонда Розенвальда, она была зачислена в Академию Гранд-Шомьер, ведущую парижскую художественную школу. Там она училась у скульптора Шарля Деспио. Она выставляла свои работы и дважды получила награды: на Парижском салоне и на Экспозиции. Она путешествовала по Франции, Бельгии и Германии, исследуя скульптуры в соборах и музеях.

## Поздние работы
Аугуста вернулась в Соединённые Штаты в 1931 году, воодушевлённая своими исследованиями и достижениями. Великая депрессия почти прекратила продажи произведений искусства. В 1934 году она стала первой афроамериканской художницей, которую избрали в Национальную ассоциацию женщин-художников. Затем она открыла студию искусств и ремёсел Savage, расположенную в подвале на 143-й Западной улице в Гарлеме. Эта студия была для всех, кто хотел рисовать, писать картины или лепить. Среди большого количества её молодых учеников были и будущие всемирно известные художники Джейкоб Лоуренс, Норман Льюис и Гвендолин Найт. Другим студентом был социолог Кеннет Б. Кларк, чьи исследования способствовали принятию в 1954 году решения Верховного Суда по делу «Браун против Совета по образованию»ю, которое признало школьную сегрегацию неконституционной. Школа выросла в Гарлемский общественный центр искусств — 1500 человек всех возрастов и способностей участвовали в семинарах, обучались у мультикультурного персонала и демонстрировали работы по всему Нью-Йорку. Средства от Управления общественных работ помогали, но чиновники агентства возражали против её руководящей роли.
Аугуста была одной из четырёх женщин и только одной из двух афроамериканцев, получивших профессиональное признание от Совета по дизайну Всемирной Выставки 1939 года в Нью-Йорке. Она создала скульптуру «Lift Every Voice and Sing» (также известную как «Арфа»), вдохновлённая песней Джеймса Уэлдона и Розамонда Джонсона. 16-футовая гипсовая скульптура была самой популярной и самой фотографируемой работой на ярмарке; было продано много сувенирной продукции: небольшие металлические копии и почтовые открытки. Работа переосмыслила музыкальный инструмент арфу: 12 поющих афроамериканских молодых людей разного роста расположены как струны, а дека превращается в руку. Впереди коленопреклонённый молодой человек держит в руках ноты. У Аугусты не было средств ни на то, чтобы отлить скульптуру из бронзы, ни на то, чтобы перевезти и сохранить её. Как и другие временные сооружения, скульптура была уничтожена в конце ярмарки.
Аугуста открыла две галереи, выставки которых были популярны, но продаж было мало, и галереи закрылись. Последний крупный показ её работ состоялся в 1939 году. Глубоко подавленная своими финансовыми трудностями, в 1940-х годах Сэвидж переехала на ферму в Сэгертис, штат Нью-Йорк. Там она установила тесные связи со своими соседями и радушно принимала свою семью и друзей из Нью-Йорка в сельском доме. Она возделывала огород и продавала голубей, кур и яйца, учила детей рисованию и писала детские рассказы. Корпорация K-B Products, крупнейший в то время производитель грибов в мире, взяла Аугусту лаборанткой в исследовательский центр по изучению рака. Она приобрела автомобиль и научилась водить, чтобы иметь возможность ездить на работу. Герман Кнауст, директор лаборатории, поощрял её к продолжению творческой карьеры и снабжал материалами для творчества. В этот период Аугуста создавала меньше собственных работ, но обучала искусству и лепке друзей и соседей. Её последняя работа по заказу была для Кнауста и принадлежала американскому журналисту и писателю Поултни Бигелоу, чей отец, Джон, был американским послом во Франции во время Гражданской войны.
Большая часть её работ была сделана из глины или гипса, так как она не часто могла позволить себе бронзу. Один из её самых известных бюстов называется Gamin и постоянно экспонируется в американском художественном музее Смитсоновского института в Вашингтоне. Копия в натуральную величину находится в коллекции Кливлендского музея искусств. На момент своего создания бюст, изображающий гарлемского юношу, был признан самым популярным на выставке из более чем 200 работ чернокожих художников. Её стиль можно охарактеризовать как реалистичный, выразительный и чувствительный. Хотя её искусство и влияние в художественном сообществе задокументированы, местонахождение большей части её работ неизвестно.
Аугуста умерла от рака 26 марта 1962 года в Нью-Йорке. Хотя к моменту смерти она была почти забыта, сегодня Аугусту Сэвидж помнят как великую художницу, активистку и преподавательницу искусств. Она до сих пор служит вдохновением для многих, кого учила, поддерживала и поощряла.

## Наследие
В её честь назван Институт визуальных искусств Аугусты Феллс Сэвидж в Балтиморе.
В 2001 году её дом и студия в Сэгертис, штат Нью-Йорк, были занесены в Городской и Национальный регистры исторических мест. Это самый значительный сохранившийся объект, связанный с плодотворной жизнью этой художницы, учительницы и активистки.
В 2007 году город Грин-Коув-Спрингс, штат Флорида, номинировал её на включение в Зал славы флоридских художников, куда она была внесена весной 2008 года. Сегодня на месте её рождения находится общественный центр, названный в её честь.
«В её руках: история скульптора Аугусты Сэвидж» — биография, предназначенная для юных читателей, написаная Аланом Шрёдером, была опубликована в сентябре 2009 года издательством Lee and Low, Нью-Йорк.
Статьи Аугусты можно найти в Шомбургском Центре исследований черной культуры при Нью-Йоркской публичной библиотеке.